# NGC 7701
NGC 7701 este o galaxie situată în constelația Peștii. A fost descoperită în 20 septembrie 1784 de către William Herschel. Se află la o distanță de 51,29 de megaparseci de Pământ.